# Ténès
Pour l’article homonyme, voir Ténès (mythologie).
Ténès (parfois orthographiée Ténèz au XIXe siècle), est une ville portuaire et une commune de la wilaya de Chlef en Algérie. Elle est située à 52 km au nord de Chlef, chef-lieu de la wilaya.
Ancien comptoir phénicien, la ville actuelle est composée de deux parties, la ville moderne bâtie initialement sur l'emplacement de la ville romaine de Cartennae et de la médina, appelée Vieux Ténès ou Ténès Lahdar, fondée au IXe siècle par des Andalous, elle abrite la mosquée Sidi Maïza, une des plus anciennes mosquées d'Algérie.

## Toponymie
Durant la période punique, la ville est appelée Kertene, et les Romains l'appellent Cartennae. Le nom antique est généralement donné comme phénicien. Il faut penser sans doute à un composé qui devait se lire : Qart-Ténès ; du phénicien qart (« ville ») et du tamazight tenes (du verbe ens) qui signifie « passer la nuit », ce qui donnerait à probablement : « ville du couchant », ville de l'Occident ou de l'ouest. Cependant le nom tel qu'il est cité chez les Grecs, Xáλкa (Chalka), se rattacherait au cuivre. Cela s'explique par la présence de riches mines de cuivre se trouvant à proximité et aux alentours de la ville.
Ténès a la même origine étymologique que la ville de Tunis et vient de Taouinest qui veut dire « forme circulaire de la rade ». Le nom actuel Tanas est fort ancien. Il était probablement donné à la ville musulmane dès sa fondation, puisqu'il est déjà mentionné par le géographe Al-Yaqubi. Le toponyme de la ville garde la même forme dans les différents textes arabes Tanas.

## Géographie

### Situation
Ténès est une ville côtière de la mer Méditerranée située au nord de l'Algérie, à mi-distance d'Alger (à environ 215 km à l'est) et d'Oran (à environ 230 km à l'ouest), à 53 km au nord de Chlef et à 108 km de Cherchell.
|                   | Mer Méditerranée |               |
| Sidi Abderrahmane | Ténès            | Oued Goussine |
|                   | Sidi Akkacha     |               |

### Relief, géologie, hydrographie

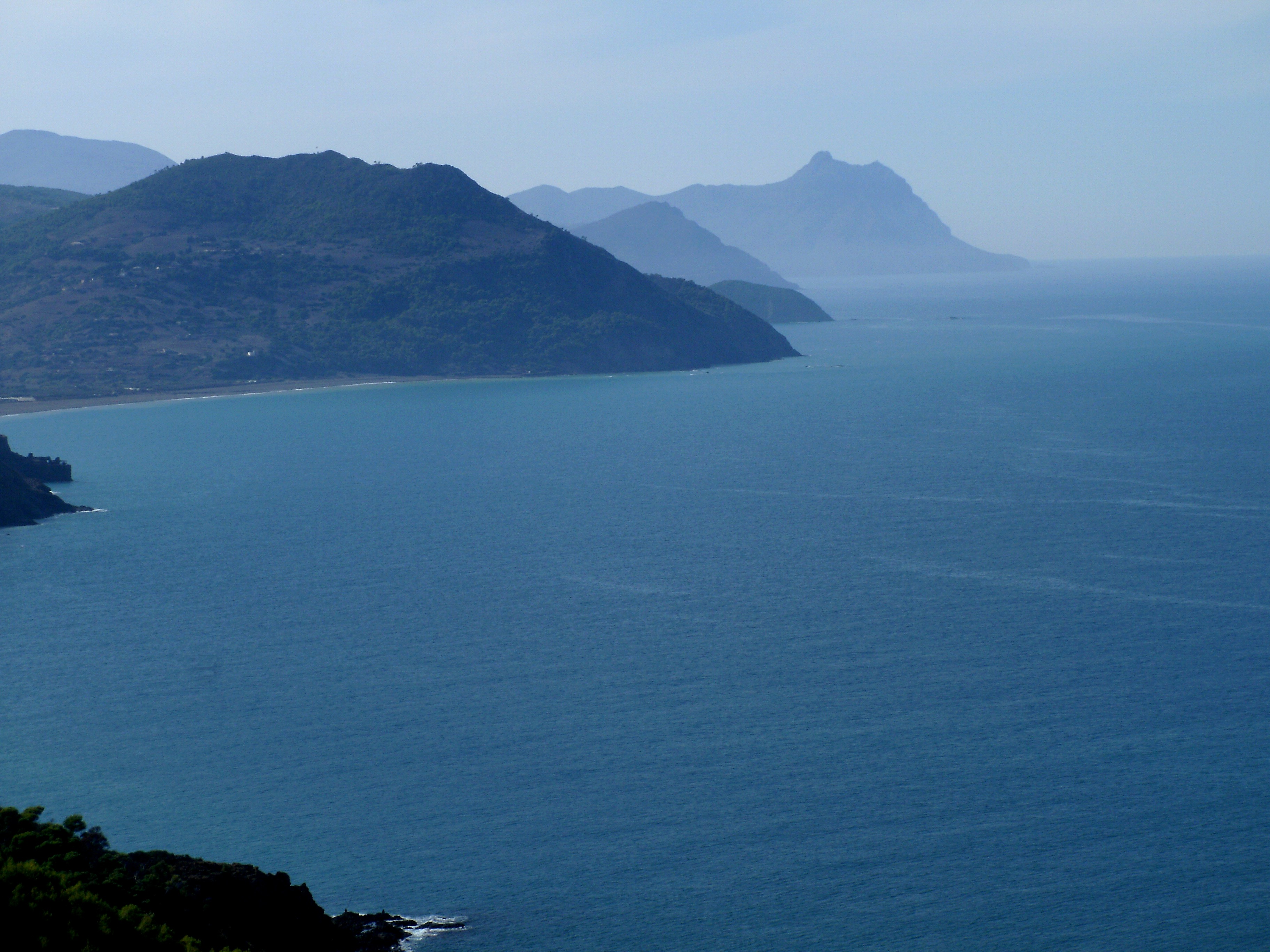
Cap Ténès.

Ténès se situe sur la côte du Dahra central. La ville coloniale est bâtie sur un plateau. La rivière Oued Allala, sortant de l'étroit défilé des gorges, contourne le Vieux Ténès par l'est pour se jeter dans la Méditerranée à moins d'un kilomètre, traversant une petite plaine côtière, délimitant ainsi les deux parties de la ville (Est et Ouest). 
Le massif calcaire du Cap Ténès, au nord-est de la ville, est essentiellement formé de calcaires blancs compacts du Lias moyen. Il culmine à 642 m d'altitude, mais le mont Tazanount, au sud-est du Cap Ténès, est le point le plus élevé du littoral du Dahra central avec ses 779 m.

### Localités de la commune
Lors du découpage administratif de 1984, la commune de Ténès est créée à partir des localités et lieux-dits suivants :
- Centre chef-lieu
- Vieux Ténès
- Charrer et Reggoum
- Ouled Larbi
- Trarnia
- Tizi
- Ouled Mahiéddine
- Tazanount
- Kenancha
- M'Fathya
- Bouaichia
- El Mezadja
- Robaine Est
- Mainis et El Houadef

### Climat
Le climat à Ténès est chaud et tempéré, de type méditerranéen. En été, les pluies sont moins importantes qu'en hiver. La classification de Köppen est de type Csa. La température moyenne est de 18.6 °C et la moyenne des précipitations annuelles avoisine les 500 mm.
| Mois                              | jan. | fév. | mars | avril | mai  | juin | jui. | août | sep. | oct. | nov. | déc. | année |
| --------------------------------- | ---- | ---- | ---- | ----- | ---- | ---- | ---- | ---- | ---- | ---- | ---- | ---- | ----- |
| Température minimale moyenne (°C) | 8,3  | 9,4  | 11   | 13,6  | 16,2 | 19,8 | 22,4 | 23,5 | 21   | 16,7 | 12,3 | 9,3  |       |
| Température moyenne (°C)          | 11,5 | 12,4 | 14,2 | 15,8  | 19,8 | 23,5 | 26,5 | 27,2 | 24,5 | 20,3 | 15,6 | 12,3 | 18,6  |
| Température maximale moyenne (°C) | 14,7 | 15,5 | 17,5 | 18    | 23,4 | 27,2 | 30,6 | 30,9 | 28,1 | 23,9 | 18,9 | 15,3 |       |
| Précipitations (mm)               | 64   | 52   | 51   | 37    | 34   | 6    | 1    | 2    | 25   | 49   | 77   | 91   | 489   |

| Diagramme climatique                                  |           |          |          |            |           |           |           |          |            |            |           |
| J                                                     | F         | M        | A        | M          | J         | J         | A         | S        | O          | N          | D         |
| 14,78,364                                             | 15,59,452 | 17,51151 | 1813,637 | 23,416,234 | 27,219,86 | 30,622,41 | 30,923,52 | 28,12125 | 23,916,749 | 18,912,377 | 15,39,391 |
| Moyennes : • Temp. maxi et mini °C • Précipitation mm |           |          |          |            |           |           |           |          |            |            |           |

### Routes et transports
La commune de Ténès est desservie par plusieurs routes nationales : la Route nationale 11 (route d'Oran) et la Route nationale 19.
L'aéroport de Chlef est à environ 55 km au sud de Ténès.

## Histoire

### Période antique

Localisation des cités romaines de l'Afrique romaine

Ténès est d'abord un bourg berbère. Au VIIIe siècle av. J.-C., les Phéniciens fondent Kertène, un comptoir commercial, à proximité. Des échanges commerciaux apparaissent avec la population berbère, puis elle subit l'influence carthaginoise. L'origine antique est affirmée dans les textes antiques, ainsi que dans les différents textes arabes et archéologiques parlant du site de Ténès.
Au IIIe siècle av. J.-C., rattachée à la Numidie occidentale, elle est placée sous le commandement de Syphax. À la fin du siècle, elle est délivrée par Massinissa qui unifie de la Numidie, de la domination carthaginoise. Dans la période préromaine, l'auteur Strabon fait référence à la présence d'une source d'asphalte et de mines de cuivre dans la région des Masaesyles. Dans cette perspective, Stéphane Gsell avance l'hypothèse que ces mines pourraient être celles situées dans la région de Ténès, qui furent exploitées jusqu'à la période correspondant au règne des derniers rois numides.
En l'an 30 av. J.-C., la Legio II Augusta d'Auguste occupe la ville. Les Romains fondent alors la colonie de Cartennae. Les différentes dénominations latines (Cartenna, Cartinna, Cartennas et le pluriel Cartennae) suggèrent l’existence de deux bourgs, l’ancien ou berbère et son satellite portuaire. Au IVe siècle, la région est dévastée lors de l’insurrection de Firmus (370-5). 
Durant la période chrétienne, Ténés a été le siège d'un important évêché. Au IVe siècle se développe le schisme donatiste. À Ténés, un autre schisme, issu du donatisme, apparaît au milieu du siècle : le rogatisme, fondé par l'évêque de la ville, Rogatus Maurus (« le Maure », ce qui indique son origine autochtone). La ville est ensuite détruite par les Vandales. À l'ouest de la cité, à proximité du littoral et adjacente à une nécropole antique où les sépultures étaient taillées dans la roche, une nécropole chrétienne se développait, s'organisant autour d'une église (à l'instar de l'exemple de Tipasa). Des registres historiques font mention de plusieurs évêques qui ont siégé à Cartennae.

### Période médiévale islamique
À la fin du IXe siècle, les Andalous réaniment le commerce méditerranéen et établissent des colonies sur le littoral dont Ténès en 875, ils campent dans l’enceinte fortifiée (ḳalʿa) de la ville berbère et tiennent marché, à l’invitation des habitants. Ils sont rejoints par quatre cents familles de Suq Ibrahim. Selon Al-Bakri l'enceinte de la ville était percée de cinq portes.
Ils commencent la construction de Ténès Lahdar appelée plus tard Vieux Ténès par les colons français, et où se trouve la mosquée de Sidi Maiza (considérée comme la 3e du pays et datant du début du Xe siècle). La ville étant appelée Tanas al-Ḥadīt̲h̲a (« Ténès La Neuve ») par opposition à l’enceinte et aux ruines romaines (Tanas al-Ḳadīma, « Ténès l’Ancienne »). La rivière fournit l’eau de la ville, l’arboriculture et le commerce prospèrent. Elle possède alors plusieurs marchés et bazars et des bains et jouit alors d’une position privilégiée sur l’une des deux voies reliant l’Est à l’Ouest de l’Algérie (de M'Sila à Tlemcen). Les textes arabes varient dans leurs descriptions, mais la majorité qualifie Ténès de ville, assez prospère. L'essor de l'activité commerciale bénéficiait grandement de la contribution des produits issus de l'arrière-pays de Ténès. Les sources textuelles arabes concordent à affirmer que l'économie florissante de Ténès était soutenue par la remarquable fertilité de ses terres, elle produisait d'excellents fruits et beaucoup de céréales.
Ténès devient une ville universitaire et certains géographes arabes tels que Al-Bakri ou Al-Yaqubi viennent y travailler. La région passe sous le contrôle de différentes dynasties Sulaymanides, Rostemide, Maghraouas, Zirides, Almoravide, Almohade, Zianides, Mérinides. Al-Bakri décrit une ville entourée d'une grande muraille et située à deux miles de la mer. Elle renfermait une mosquée, plusieurs bazars, quelques bains, ainsi qu'une colline escarpée dont le sommet est couronné par un petit château (citadelle), habité par les gouverneurs au cours du Moyen Age. Ténès va accueillir une diaspora andalouse importante.
La ville était gouvernée par une branche des Sulaymanides. L'essor des Fatimides était fatal pour cette dynastie. Alors que certains émirs s'allient aux Fatimides, la branche de Ténès défendit son indépendance. Son dernier représentant Ali ben Yahya est battu en 342 de l'hégire par Ziri ibn Menad, et ses fils s'installent en Espagne. Dès le début du règne du Mahdi fatimide, Ténès est un des ports en relations avec Al-Andalus et un débouché maritime de routes reliant Tahert. 
Au début du XIIIe siècle, Ténès fait partie du royaume de Mandil b. ʿAbd al-Raḥmān al-Maghrāwī créé à la faveur de la dissolution de l’empire almohade. Le sultans zianides disputent la place forte de Ténès aux Maghraouas et en obtiennent plusieurs fois la possession. Vers 1269, Yaghmoracen Ibn Ziane fait entrer Ténès dans ses possessions, faisant reculer les Hafsides. 
Elle devient une seconde capitale du Royaume zianide, son gouverneur était le prince héritier. La ville semble avoir été une école de théologie et de droit renommée et la pépinière de nombreux savants. Les plus fameux sont les frères Abū ʿAbd Allāh Muḥammad et Ibrāhīm b. Yakhlaf al-Tanasī al-Maṭmāṭī, Muḥammad al-Tanasī, imam de Breshk, et ses deux fils nommés professeurs à Tlemcen, Abū Zayd (m. en 1342) et Abū Mūsā (m. 1348), et le logicien et historien Abū ʿAbd Allāh Muḥammad at-Tanasī (m. 1494). Elle devient un port actif, profitant de sa proximité avec les côtes murciennes. Avec la décadence du royaume, elle devient une république indépendante, mais vassal de Tlemcen.

### Période moderne

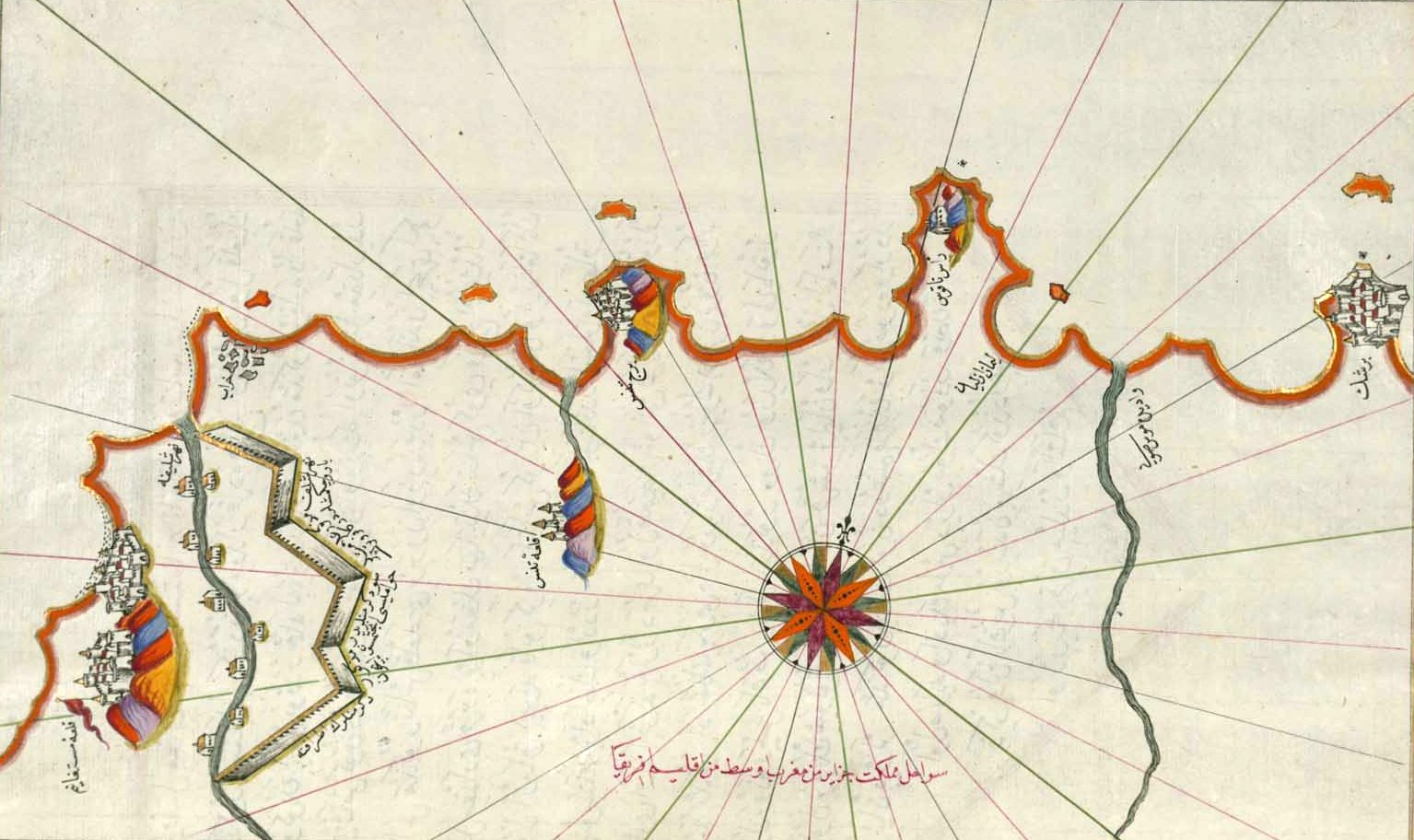
Carte ottomane du XVIII illustrant la région de Ténès.

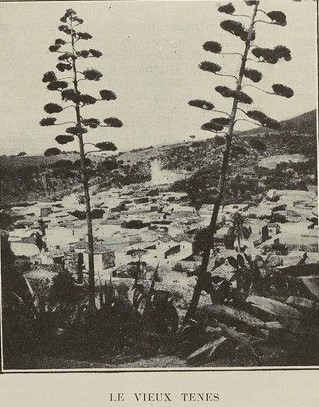
Vieux Ténès, début du XXe siècle.

Au début du XVIe siècle, les Arabes Swīd au service du roi de Ténès, sont à l’origine de la confédération des Arabes Mḥāl. Allié aux Espagnols d’Oran, leur chef Hamid al-ʿAbd, est battu par les Turcs et leurs alliés algériens. Ténès payait un tribut aux Espagnols, qui sont chassés par le corsaire turc Arudj Barberousse.
Les luttes de pouvoir dans la famille royale et le mécontentement populaire favorisent l’installation des frères Barberousse. En 1533, la garnison turque ne comprend que 25 hommes commandés par un caïd et le gouverneur envoyé d’Alger réside dans le palais situé dans la forteresse. Durant la période ottomane, elle est rattachée à Dar Es-Soltane. La ville comptait quatre mosquées, dont trois avec un beau décor et une seule avec minaret pointu, et sa muraille était couverte d’arbres fruitiers et de treilles.
L'Emir Abdelkader essaye de relancer ses activités portuaires. Les troupes coloniales françaises l'occupent en décembre 1841, mais elles doivent l'abandonner aussitôt, à cause des incursions des tribus. En 1843, le maréchal Bugeaud occupe la ville puis décide la construction d'un port pour assurer le ravitaillement d'Orléansville (Chlef). Les colons français s'installent dans l'ancienne ville romaine.
Centre d’un marché régional non négligeable, la construction du port doit permettre à Ténès de devenir un véritable entrepôt régional mais les travaux ne débutent qu’en 1868 pour se terminer en 1914. Réalisée seulement en 1924, la ligne de chemin de fer à voie étroite Ténès-Orléansville fonctionne peu et ferme en 1937. La ville comme sa région subit une régression notable.

## Démographie
Selon le recensement général de la population et de l'habitat de 2008, la population de la commune de Ténès est évaluée à 35 459 habitants contre 34 332 habitants en 1998, dont 29 220 habitants dans l'agglomération chef-lieu.
Elle est la sixième commune la plus peuplée de la wilaya de Chlef, et la troisième unité urbaine après Chlef et Chettia.
| 1977   | 1998   | 2008   |
| ------ | ------ | ------ |
| 15 999 | 28 190 | 29 220 |

## Administration
Ténès a le statut de chef-lieu de daïra, constituée des communes de Sidi Akkacha et Sidi Abderrahmane dans la wilaya de Chlef. Elle est élevée au rang de commune, le 17 juin 1854, avant Orléansville (Chlef) même. La commune est rattachée au département d'Orléansville en 1956. De 1876 à 1956, elle était le lieu de résidence de l'administrateur de la commune mixte de Ténès.

## Économie

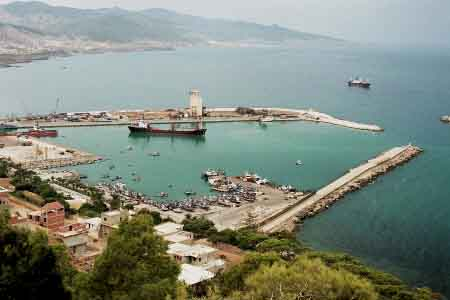
Port de Ténès.

La commune de Ténès a une vocation de pêche et de viticulture.
La ville de Ténès offre des potentialités touristiques importantes grâce à ses potentialités naturelles notamment sur la baie de Ténès qui dispose des plages réduites et rapprochées. Elle connaît une augmentation de nombre de touristes estivants chaque année, mais seulement pendant la période estivale. Toutefois, elle souffre du manque des structures d'accueil.
Le port de Ténès est un port de pêche et un port de commerce affecté au transport de marchandises. Le port assure des liaisons maritimes vers les ports de l'Ouest algérien, Oran et Mostaganem, et vers le port d'Alger. C'est le port régional du centre-ouest algérien, utilisé par les opérateurs économiques pour les importations et les exportations.
La ville dispose également d'unité industrielle de céramique sanitaire à Sidi Akkacha.
Ténès est aussi réputée pour son artisanat des bijoux en corail, perles et autres coquillages naturels, utilisés notamment pour parure et la toilette nuptiale lors des mariages de la région.

## Urbanisme

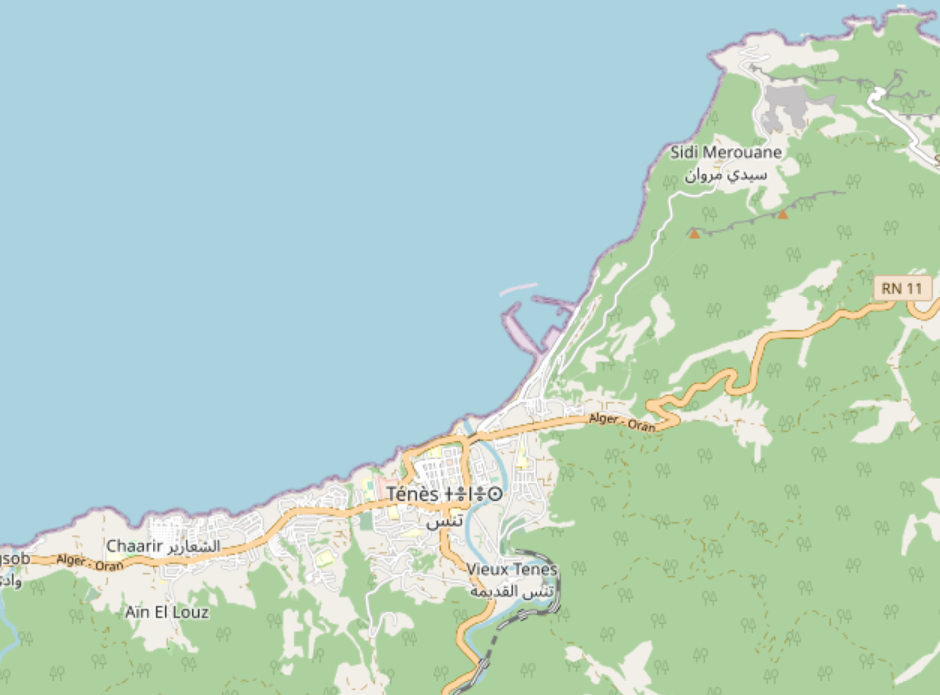
Plan de l'agglomération de Ténès.

L'agglomération actuelle de Ténès comporte trois éléments : 
- la ville proprement dite d'origine coloniale, est bâtie sur l'emplacement de la ville romaine, au débouché de l'oued Allalah, sur un bas plateau au-dessus de la mer. Les quartiers récents débordent les murs d'enceinte anciens.
- le Vieux Ténès ou Ténès Lahdar, au Sud, est fondé au IXe siècle par des Andalous, il présente les valeurs architecturales et urbaines typiques d'une médina, surplombant l'oued Allalah. Il est situé proche des sources d'eau[8]
- la zone portuaire au nord-est.

Un mur de protection de 1800 mètres, et d'une hauteur de quatre mètres a été réalisé pour protéger la ville des crues de l'Oued.

## Patrimoine

### Vieille ville
La vieille ville de Ténès (Ténès Lahdar) est un site historique d'une superficie de 22 ha, le souk constitue sa structure essentielle. L'axe commerçant a subi des dégradations matérielles et physiques importantes. Elle a été érigée en secteur sauvegardé en 2007. La médina conserve les remparts, les cinq portes, les vestiges de la citadelle ancienne et les tours (Bourdjs) de défense, ainsi que des maisons traditionnelles à patio (Haouche). Sa citadelle, Bordj el ghoula (« Tour de l'ogresse »), est délaissée. Elle compte d'autres tours : El Kebla, El Khoukha et Ben Nasseh.
Le vieux Ténès abrite la Mosquée Sidi Bou Maiza, qui représente le type le plus ancien de l'architecture primitive religieuse islamique conçue selon la tradition de Médine. Elle est une des plus anciennes d'Afrique, et est construite au Xe siècle. La mosquée offre le plus ancien exemple de mihrab sur plan polygonal à niche octogonale. Ce modèle a été repris dans toutes les mosquées médiévales de l'Ouest algérien Il existe également deux autres anciennes mosquées Belabes et Lala Aziza.

### Autres vestiges
La région de Ténès abrite de vestiges datant de différentes époques où plusieurs civilisations se sont succédé. L'occupation continue et très ancienne de Ténès, depuis le Paléolithique moyen à nos jours en fait une ville au patrimoine préhistorique et archéologique assez riche. Pour la période préhistorique, citons : les grottes préhistoriques au Cap Ténès, les stations de campements et ateliers de taille du silex en plein air tout le long du littoral et les escargotières ibéromaurusiennes et néolithiques. 
La construction de la nouvelle ville française sur les ruines mêmes de l'antique Cartennae, la dispersion des trouvailles et la destruction de ruines souterraines lors de la reconstruction font que la ville perdit beaucoup de vestiges de son passé. Néanmoins, des inscriptions et des mosaïques ont échappé à la destruction. Des nouveaux vestiges romains sont régulièrement mis au jour notamment des poteries et des réservoirs d'eau. Des tombeaux phéniciens ont été mis au jour, la nécropole témoigne de la période punique.
C'est à l'intérieur de la ville que fut trouvé en 1936 le trésor de Ténès. Il est constitué par une collection de 19 pièces de bijoux, dont 17 en or, 1 en argent, 1 en bronze, datant de la période romaine. Ils devaient appartenir à de riches familles qui cachèrent ce trésor à l'arrivée les Vandales en 429. Des monnaies des Sulaymanides frappées à Souk Ibrahim et à Ténès ont été retrouvées. En outre, une statue de la Vierge date de la colonisation française.
Le musée de Ténès, est installé dans une ancienne poudrière datant de l'époque coloniale. Il possède une collection de 1153 objets et vestiges des différentes civilisations. Le phare du cap Ténès est l'un des plus anciens du pays. Il est classé sur la liste d'inventaires supplémentaires du patrimoine culturel algérien à l'instar du site archéologique d'El-Azme.

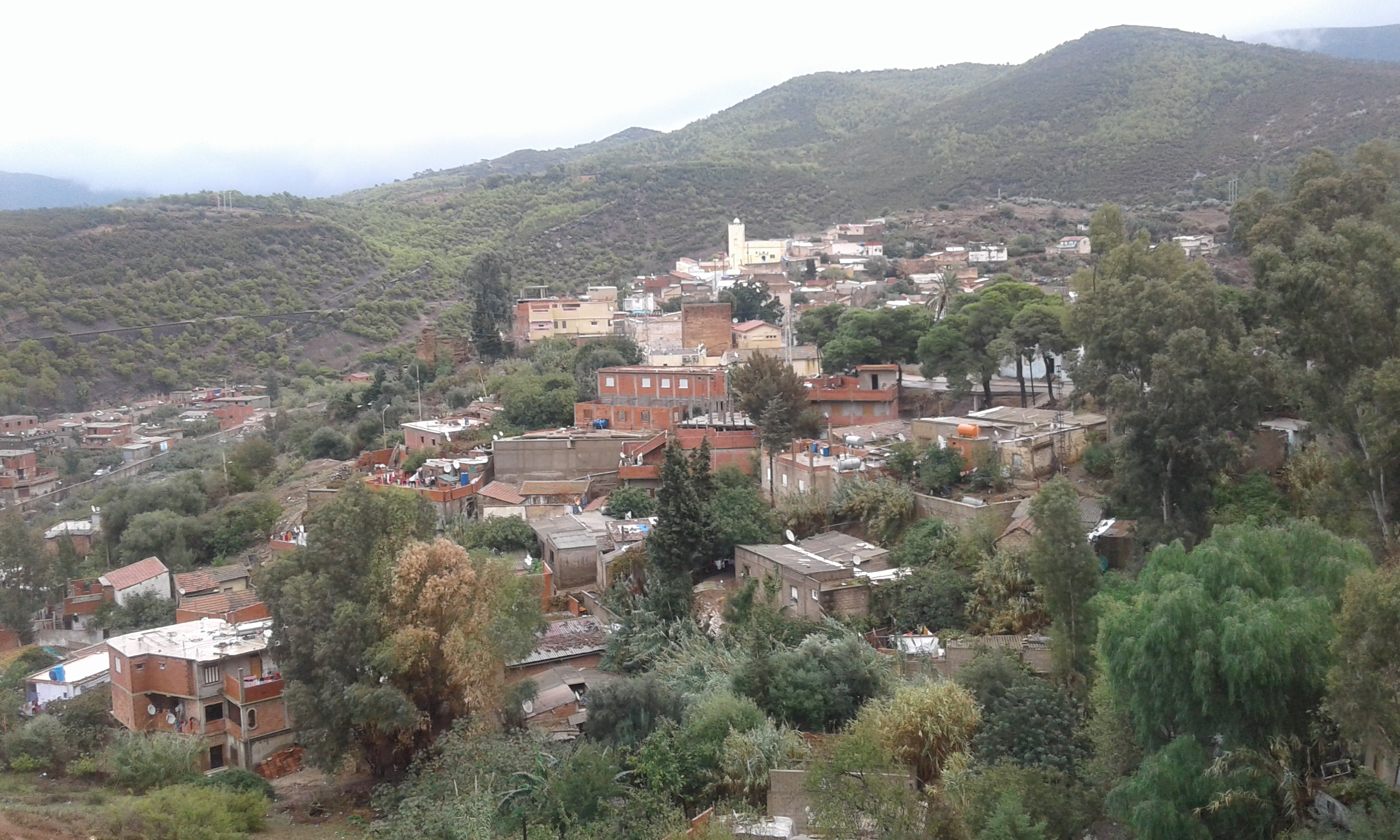
Vieux Ténès.
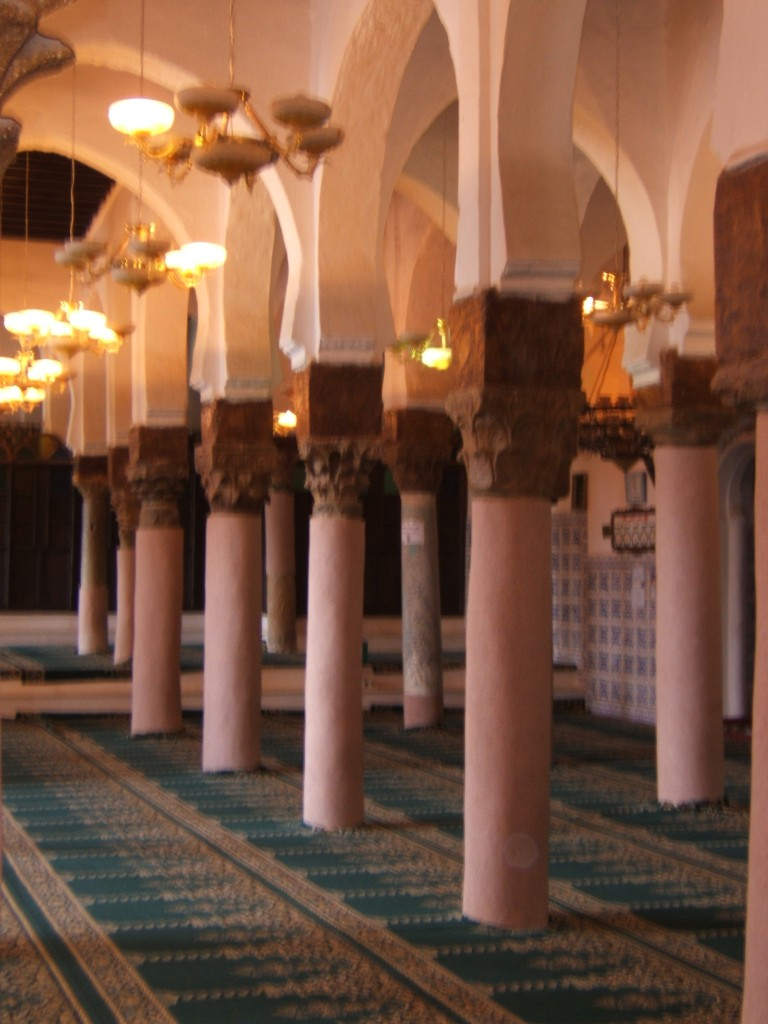
Intérieure de la mosquée Sidi Maïza
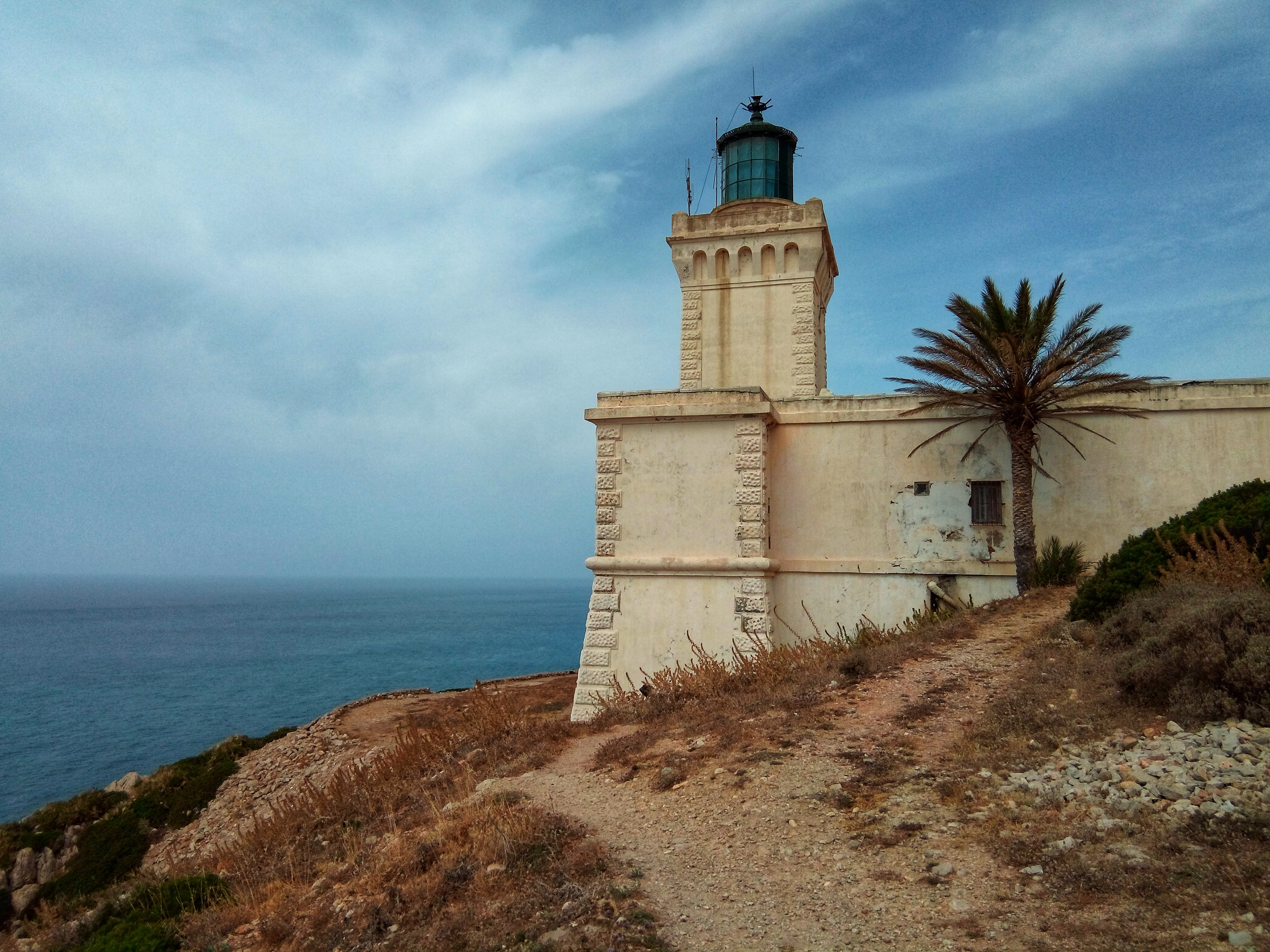
Phare de Ténès.
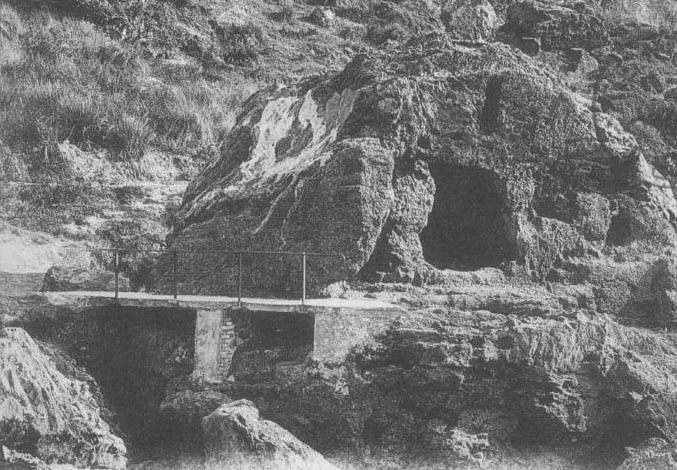
Tombeau des phéniciens.
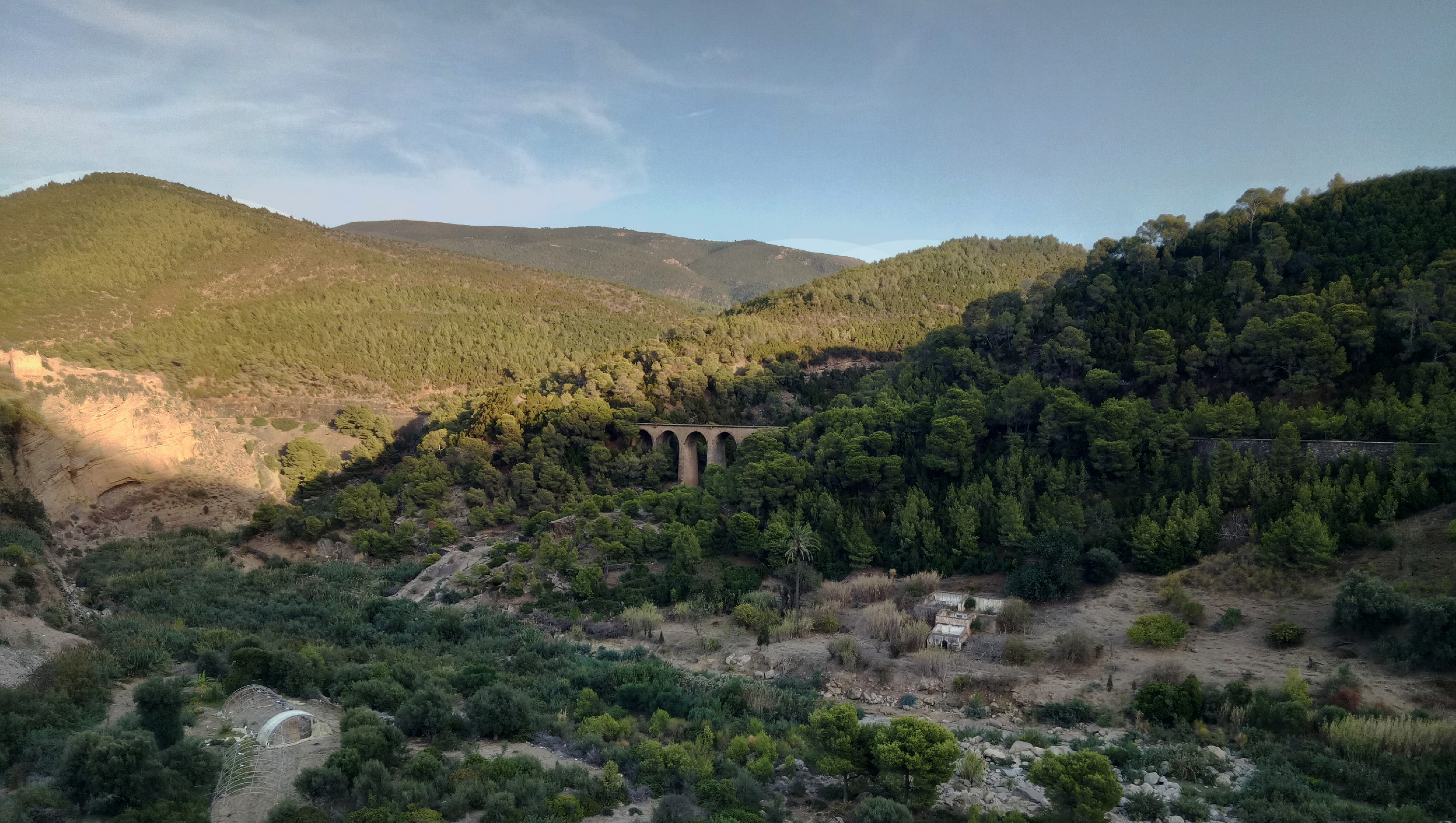
Remparts de la ville.

## Personnalités liées à la commune
- Pierre Ghenassia, militant de l'Armée de libération nationale, né à Ténès en 1939, mort au combat en 1957 ;
- Karima Berger, écrivaine franco-algérienne, née à Ténès en 1956 ;
- Ahmed Kouadri (1892-1964), médecin et poète ;
- Noureddine Morceli, champion du monde en Athlétisme, y est en 1970
- Kheireddine Selama, footballeur, né à Ténès en 1987.